# Noiron-sur-Seine
Noiron-sur-Seine é uma comuna francesa na região administrativa da Borgonha-Franco-Condado, no departamento de Côte-d'Or. Estende-se por uma área de 10,89 km². Em 2010 a comuna tinha 70 habitantes (densidade: 6,4 hab./km²).